# 寬口魮
寬口魮（学名：Labeobarbus aspius）为輻鰭魚綱鯉形目鲤科的其中一種，分布於非洲Lebuzi河及Chiloango河流域，體長可達42公分，棲息在中底層水域，可做為食用魚。